# Carcelia hamata
Carcelia hamata là một loài ruồi trong họ Tachinidae.